# I barré diagonalement
Cette page contient des caractères spéciaux ou non latins. S’ils s’affichent mal (▯, ?, etc.), consultez la page d’aide Unicode.
Pour les articles homonymes, voir I barré.
La lettre I barré diagonalement ou I barré obliquement, I̸ (minuscule i̸), est une lettre utilisée dans l’écriture du tlahuica. Elle n’est pas à confondre avec le i barré horizontalement ‹ ɨ ›. Elle n’est pas à confondre avec certaines formes archaïques du i ogonek ‹ į › lui ressemblant.

## Usage
Le i barré obliquement était utilisé comme signe abréviatif pour inter dans certains manuscrits du VIIIe siècle.
Friedrich Lorentz a utilise l’i barré obliquement ‹ i̸ › pour la transcription du cachoube Teksty Pomorskie (Kaszubskie) publié en 1925.
En tlahuica, dans l’alphabet de la sous-direction technique de la Dirección General de Educación Indígena de 1982, sa révision par Elpidia Reynoso en 1998 et l’alphabet pratique de Muntzel et Martínez, l’i barré obliquement ‹ i̸ › est utilisé comme lettre pour représenter la voyelle fermée centrale non arrondie [ɨ].

## Représentations informatiques
Le i barré diagonalement peut être représenté de manière approximative aves les caractères Unicode suivants :
| capitale  | I̷ | I◌̷ | U+0049 U+0337 | lettre majuscule latine i diacritique barre oblique courte couvrante |
| minuscule | i̷ | i◌̷ | U+0069 U+0337 | lettre minuscule latine i diacritique barre oblique courte couvrante |
| capitale  | I̸ | I◌̸ | U+0049 U+0338 | lettre majuscule latine i diacritique barre oblique longue couvrante |
| minuscule | i̸ | i◌̸ | U+0069 U+0338 | lettre minuscule latine i diacritique barre oblique longue couvrante |